# أليكس سايكس
أليكس سايكس (بالإنجليزية: Alex Sykes)‏ هو لاعب كرة قدم بريطاني في مركز الوسط، ولد في 2 أبريل 1974 في Newcastle-under-Lyme ‏ في المملكة المتحدة. شارك مع منتخب إنجلترا لكرة الصالات. أما مع النوادي، فقد لعب مع فوريست غرين ونادي باث سيتي ونادي غلوستر سيتي ونادي مانسفيلد تاون.

## وصلات خارجية
- أليكس سايكس على موقع الاتحاد الأوربي (الإنجليزية)
- أليكس سايكس على موقع قاعدة بيانات كرة القدم.إي يو (الإنجليزية)